# Eugenio Galliussi
Eugenio Galliussi (* 18. Juli 1915 in Cividale del Friuli; † 14. November 2010 in Castelmaurou) war ein italienisch-französischer Radrennfahrer.

## Sportliche Laufbahn
Galliussi (auch Eugène Galliussi) war im Straßenradsport aktiv. In Italien geboren, nahm er 1949 die französische Staatsbürgerschaft an.
Von 1941 bis 1948 war er Unabhängiger und Berufsfahrer. Er gewann 1939 eine Etappe im Circuit du Midi, 1942 den Circuit des cols pyrénéens und den Circuit du Ventoux, 1945 Marseille–Nizza, 1946 den Grand Prix de Chamaliéres und eine Etappe des Grand Prix de la République, 1947 den Circuit de la Haute-Savoie zeitgleich mit Bernard Gauthier sowie den Grand Prix du Déparquement Sud.
1941 wurde Galliussi Dritter im Circuit du Ventoux. 1942 wurde er Zweiter im Einzelzeitfahren Grand Prix des Nations hinter Jean-Marie Goasmat und Dritter im Grand Prix de Provence sowie im Critérium du Midi. Die Tour de France 1947 beendete Galliussi nicht.